# Abele spelen
Abele spelen (niderl. dramatyczne, kunsztowne gry albo sztuki) – cztery niderlandzkie (flamandzkie) świeckie dramaty o tematyce miłosnej nieznanego autorstwa, pochodzące z XIV wieku (powstały prawdopodobnie ok. 1350 roku); są uważane za najstarsze zachodnioeuropejskie zachowane sztuki świeckie. Utwory te zostały wpisane do kanonu literatury niderlandzkiej.
Znany obecnie tekst tych dzieł pochodzi z papierowego kodeksu pt. Handschrift-Van Hulthem (Kodeks Van Hulthema) z 1410 roku. Manuskrypt znajduje się w Bibliotece Królewskiej w Brukseli.
Tytuły poszczególnych sztuk:
- Esmoreit (1018 wersów),
- Gloriant (1142 wersy),
- Lanseloet van Denemerken (952 wersy), znany także z druków późniejszych z XV-XVII wieku,
- Winter ende Somer (625 wersów)

Po każdym tekście sztuki umieszczono zapowiedziane w pełnym tytule jako "sotternie", które w 3 przypadkach opatrzono wspólnym numerem. Była to zwykle kilkakrotnie krótsza krotochwila (licząca przeważnie około 200 wersów), które nosiły następujące tytuły:
- Lippijn
- Buskenblaser
- Hexe
- Rubben
- Truwanten

We fragmentach zachowała się piąta para. Sztuka dłuższa pt. Drie daghe here nie posiada jednak zakończenia. Inaczej niż reszta cyklu jest komedią i nie zawiera w tytule określenia "a.s.". Powiązana z nią sztuka krótsza Truwanten nie ma początku.